# مباريات الجوع: الطائر المقلد - الجزء الثاني
مباريات الجوع: الطائر المقلد - الجزء الثاني (بالإنجليزية: The Hunger Games: Mockingjay – Part 2) هو فيلم خيال علمي ومغامرات أمريكي تم عرضه في سنة 2015، من إخراج فرانسيس لورانس وسيناريو بيتر كريغ وداني سترونغ.الفيلم مأخوذ من رواية الطائر المقلد، الكتاب الأخير في ثلاثية مباريات الجوع، من تأليف سوزان كولنز. الفيلم بطولة جنيفر لورانس وجوش هوتشرسن وليام هيمسورث و‌وودي هارلسون وإليزابيث بانكس وجوليان مور وفيليب سيمور هوفمان وجيفري رايت وستانلي توكسي ودونالد سثرلاند. وهو تتمة لمباريات الجوع: الطائر المقلد - الجزء الأول.

## قصة الفيلم
بعد الأحداث الأخيرة في الجزء الأول من الطائر المقلد، وبعد أن صارت كاتنيس إيفردين (جينيفر لورانس) هي رمز الثورة في مواجهة نظام الكابيتول المستبد، ومع عودة بيتا ملارك (جوش هاتشرسون) إلى رفاقه، تدخل كاتنيس مع رفاقها الثوار في معركة ختامية ستكون هي الأصعب على الإطلاق ضد الكابيتول والرئيس سنو.

## وصلات خارجية
- الموقع الرسمي
- مباريات الجوع: الطائر المقلد - الجزء الثاني على موقع IMDb (الإنجليزية)
- مباريات الجوع: الطائر المقلد - الجزء الثاني على موقع ميتاكريتيك (الإنجليزية)
- مباريات الجوع: الطائر المقلد - الجزء الثاني على موقع روتن توميتوز (الإنجليزية)
- مباريات الجوع: الطائر المقلد - الجزء الثاني على موقع نتفليكس (الإنجليزية)
- مباريات الجوع: الطائر المقلد - الجزء الثاني على موقع قاعدة بيانات الأفلام العربية
- مباريات الجوع: الطائر المقلد - الجزء الثاني على موقع ألو سيني (الفرنسية)
- مباريات الجوع: الطائر المقلد - الجزء الثاني على موقع أول موفي (الإنجليزية)
- مباريات الجوع: الطائر المقلد - الجزء الثاني على موقع بوكس أوفيس موجو (الإنجليزية)
- مباريات الجوع: الطائر المقلد - الجزء الثاني على موقع فيلمافينيتي (الإسبانية)
- مباريات الجوع: الطائر المقلد - الجزء الثاني على موقع قاعدة بيانات الأفلام السويدية (السويدية)
- الطائر المقلد - الجزء الثاني في موقع ميتاكريتيك.